# Oedemasylus laysanensis
Oedemasylus laysanensis foi uma espécie de escaravelho da família Curculionidae.
Foi endémica dos Estados Unidos da América.